# Брайтенфельд (Гарделеген)
Брайтенфельд (нем. Breitenfeld) — деревня в Германии, в земле Саксония-Анхальт, входит в район Зальцведель в составе городского округа Гарделеген.
Население составляет 145 человек (на 31 декабря 2009 года). Занимает площадь 15,98 км².

## История
Первое упоминание о поселении встречается в записях маркграфа Иоганна I в 1258 году.
1 января 2011 года, после проведённых реформ, Брайтенфельд вошёл в состав городского округа Гарделеген в качестве района.

## Галерея

Брайтенфельд на карте городского округа
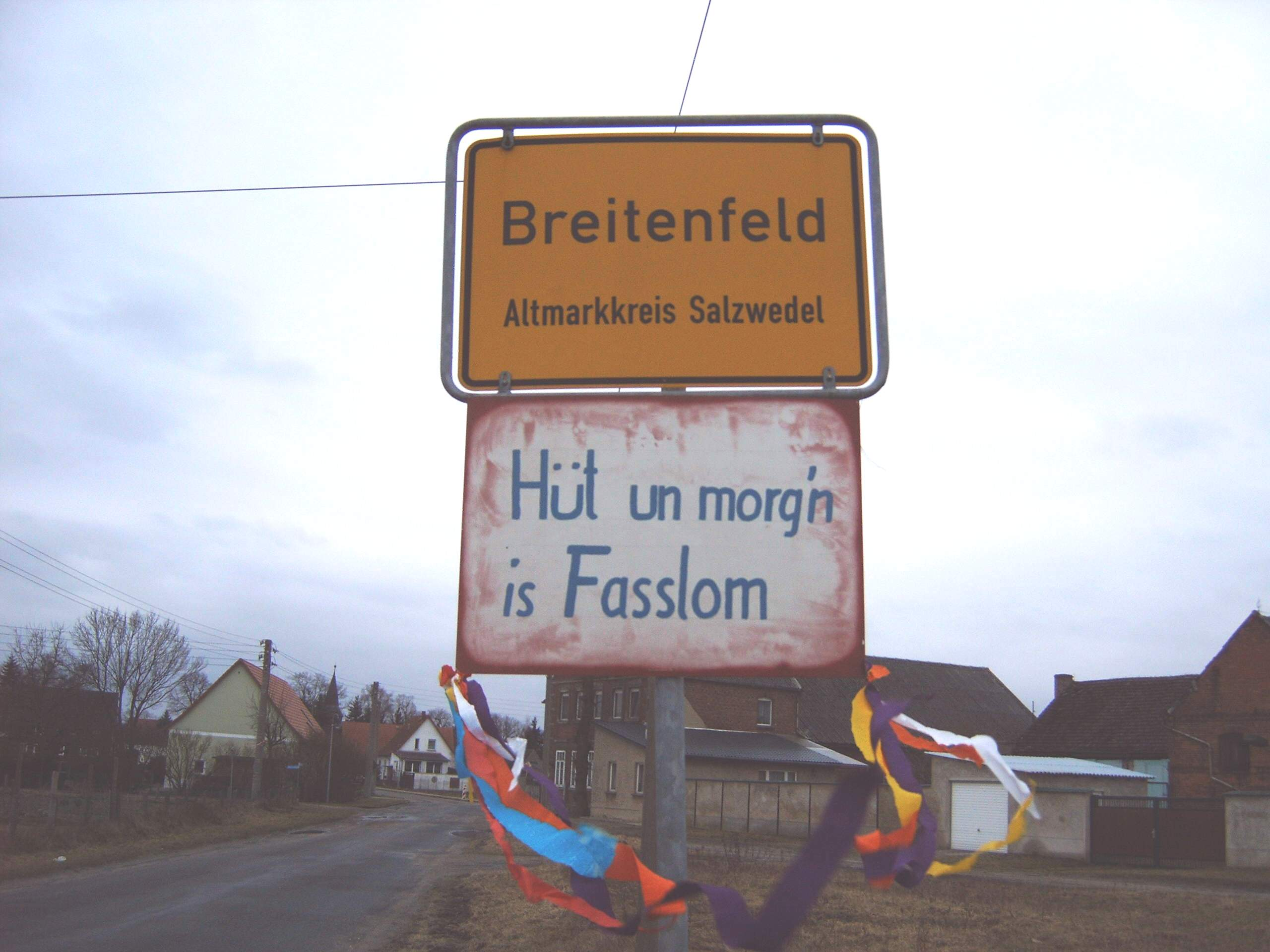
Знак на въезде
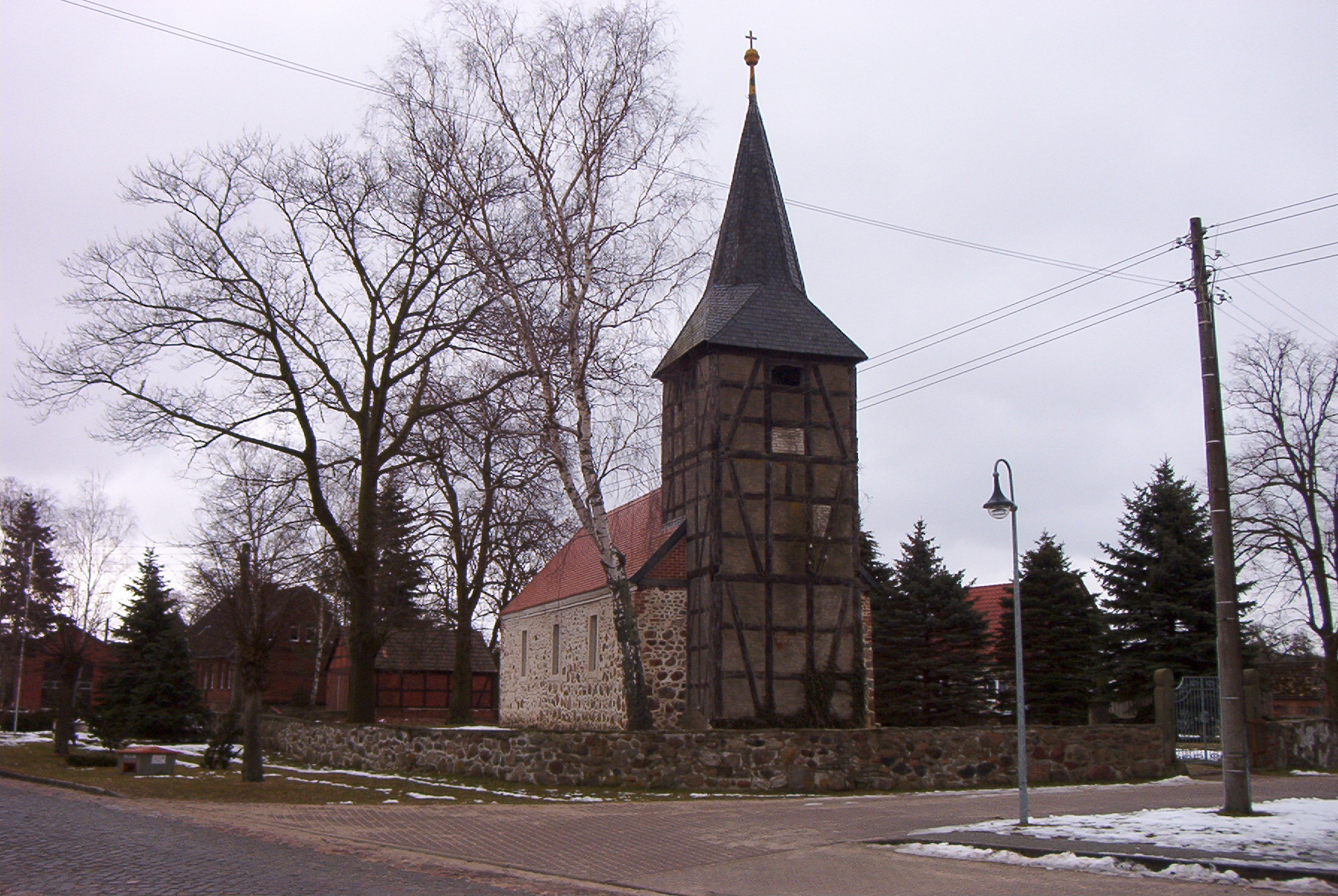
Церковь в Брайтенфельде
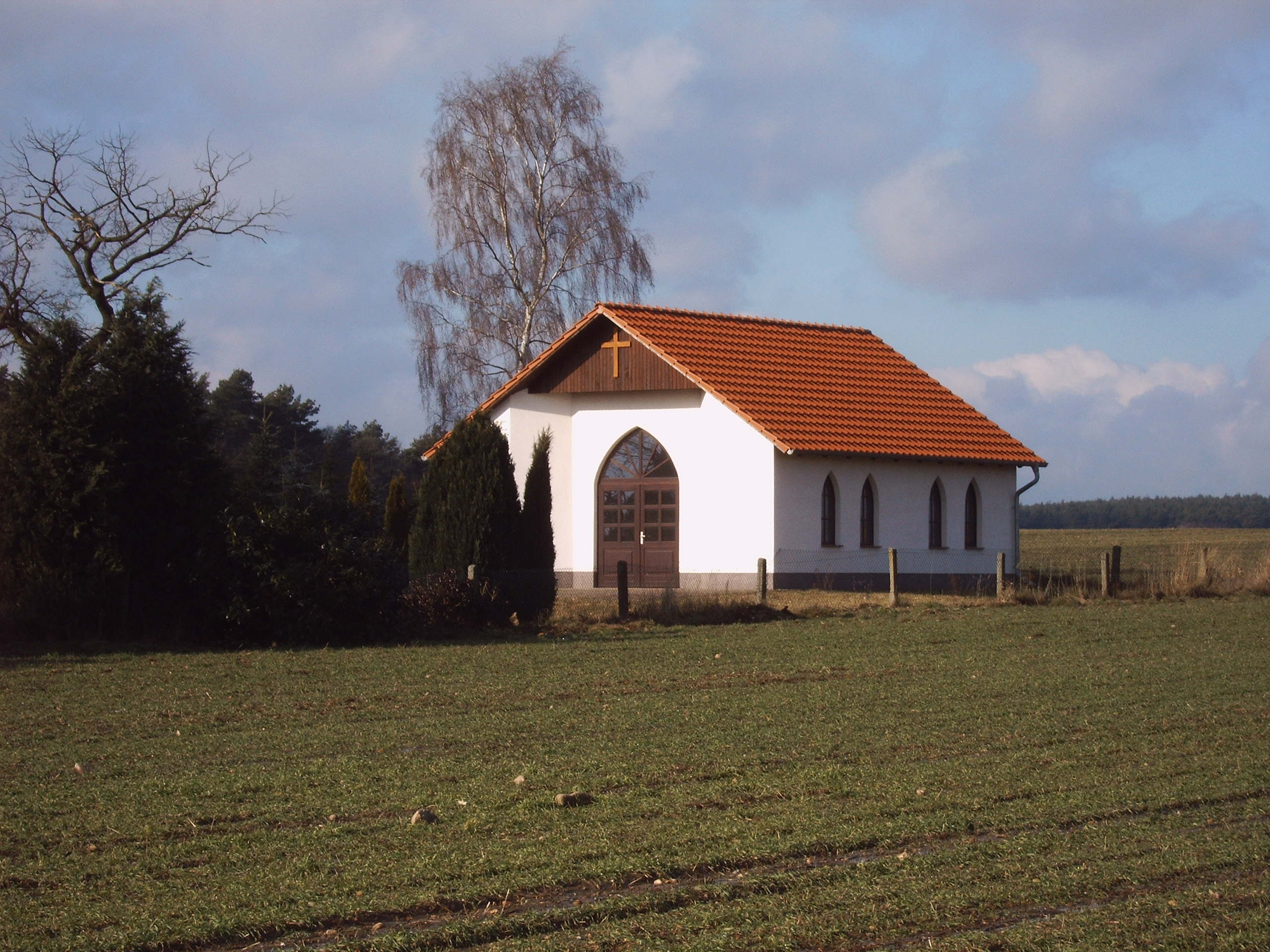
Часовня на кладбище